# Moihuddin Khawja
Moihuddin Khawja (ur. 15 lipca 1929) – pakistański strzelec, olimpijczyk. 
Startował na igrzyskach w 1964 roku (Tokio), gdzie wystąpił w trapie. Zajął ostatnie miejsce; zdobył jedynie 91 punktów na 200 możliwych. Wyprzedzający go Malezyjczyk Yap Pow Thong, miał wynik lepszy o prawie 50 punktów (dokładnie o 49 punktów).

## Wyniki olimpijskie
| Igrzyska | Konkurencja | Wynik      | Miejsce | Źródło |
| -------- | ----------- | ---------- | ------- | ------ |
| IO 1964  | Trap        | 91 punktów | 51.     | [ 1 ]  |